# Синявский, Станислав Стефанович
Станислав Стефанович Синявский (13 марта 1947— 09 июля 2011) — советский и российский архитектор.

## Биография
Работал главным архитектором ОАО «Ростовгражданпроект».
Синявский внёс большой вклад в градостроительное развитие Ростова-на-Дону.
При его участии велась разработка нынешнего Генерального плана города, проектирование застройки Северного жилого массива, Левенцовки, жилого поселка «Три сквера».
Умер в 2011 году.

## Награды
- Почётный архитектор России.

## Память
- В Ростове-на-Дону на ул. Большой Садовой 71/18 С. С. Синявскому установлена мемориальная доска.[5]